# Sibyl Sanderson

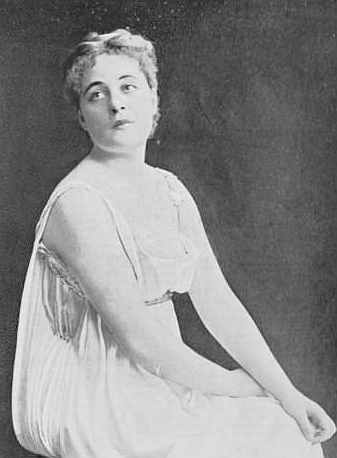
Sibyl Sanderson

Sibyl Swift Sanderson (* 7. Dezember 1865 in Sacramento (Kalifornien); † 15. Mai 1903 in Paris) war eine US-amerikanische Opernsängerin (Sopran) und Muse von Jules Massenet.
Ihr Vater Silas Sanderson (1824–1886) war oberster Richter am Supreme Court von Kalifornien und danach hochbezahlter Rechtsberater der Southern Pacific Railroad. Sibyl Sanderson erhielt Unterricht in San Francisco und in Paris am National-Konservatorium bei Mathilde Marchesi de Castrone und Giovanni Sbriglia. Ihr Debüt – damals als Ada Palmer – war 1888 in Den Haag in der königlichen Oper als Manon in der Oper von Jules Massenet. Ab 1889 war sie an der Opéra-Comique in Paris, wo sie danach große Erfolge hatte. Sie wurde die Geliebte von Massenet, der auf sie zugeschnitten mehrere Opern komponierte, jeweils mit ihr als Protagonistin in der Uraufführung, so 1889 in Esclarmonde in der Opéra-Comique, 1894 in der Großen Oper in Thaïs, letztere Oper wurde für sie ein enormer Erfolg. 1890/91 war sie in Brüssel engagiert (Theatre de la Monnaie) und 1891 war sie Gast im Royal Opera House Covent Garden (in Manon) und sie trat in Sankt Petersburg und Moskau auf. 1894/95 und 1901/02 war sie an der Metropolitan Opera in New York. In London und New York waren ihre Erfolge aber geringer als in Paris.
1897 heiratete sie den kubanischen Millionär, Erbe eines Vermögens aus dem Zuckeranbau, namens Antonio E. Terry. Sie gab deshalb vorübergehend ihre Opernkarriere auf und als sie zwei Jahre später nach dem Tod ihres Mannes (1899) ein Comeback versuchte, war dies zunächst nicht erfolgreich. Ihre letzten Jahre waren durch Krankheiten, Alkoholismus und Depression gekennzeichnet. Nach Kutsch/Riemens hatte sie dagegen 1901 wieder Erfolg an der Komischen Oper in Paris, starb aber bald darauf an der Grippe.
1893 sang sie in der Uraufführung von Phryné von Camille Saint-Saëns die Titelrolle, die der Komponist für sie schrieb. Daneben sang sie zum Beispiel in Roméo et Juliette von Charles Gounod.
Sowohl ihre darstellerische Leistung, Schönheit als auch ihr Stimmumfang wurden gelobt, letzterer reicht bis zum dreigestrichenen g und man verglich ihre Stimmhöhe mit dem Eiffelturm („sol Eiffel“). Schallplattenaufnahmen sind nicht bekannt.
Massenet hielt sie für die ideale Manon und ihre Thaïs für unvergesslich.

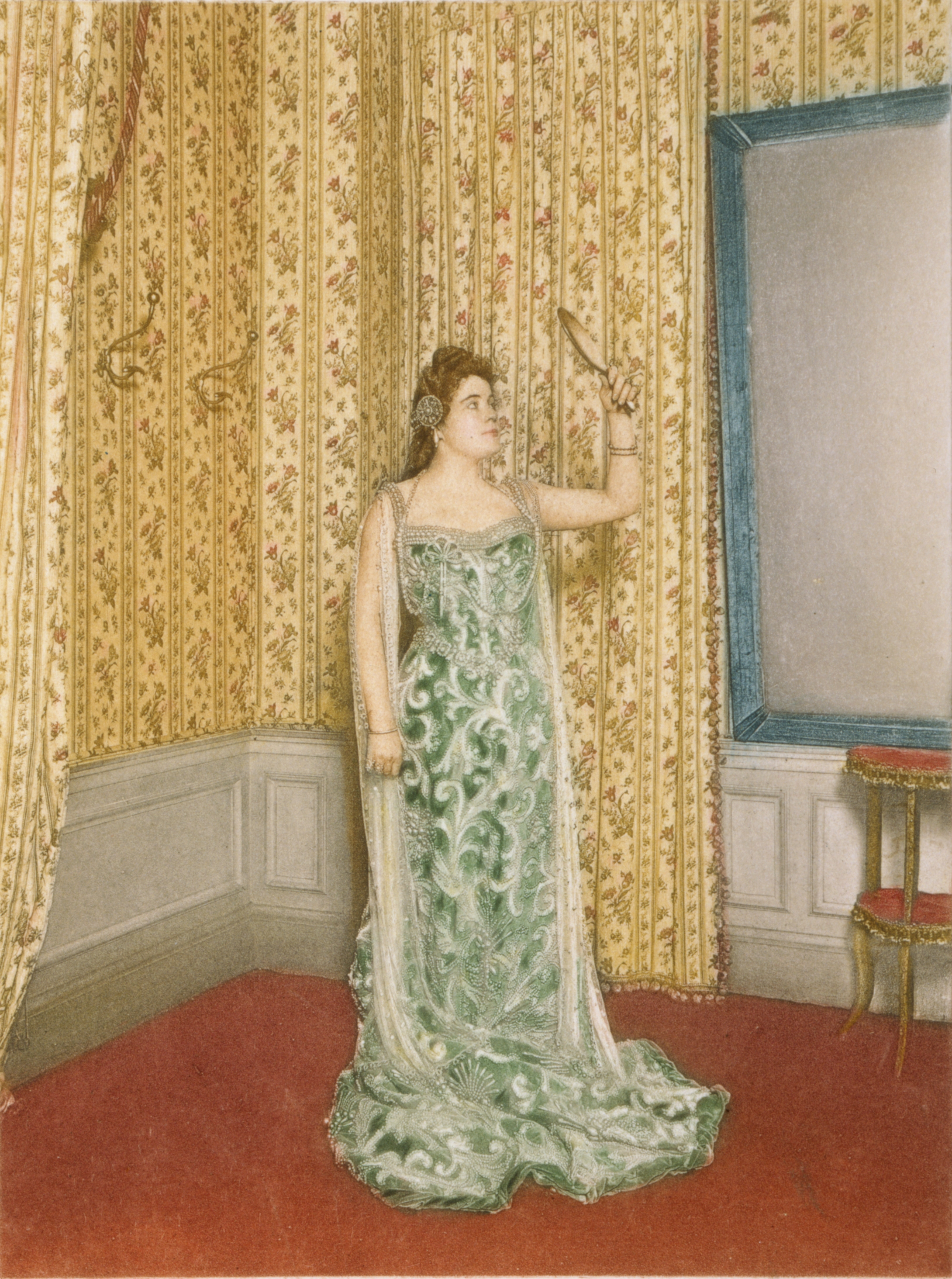
Sibyl Sanderson in den Vereinigten Staaten 1895 in Theaterpose

Sie protegierte eine andere Diva des französischen Opernrepertoires, Mary Garden.
1920 wurde ihr Leichnam auf den Lakewood Cemetery in Minneapolis überführt.